# Концерт для колоратурного сопрано с оркестром
Концерт для колоратурного сопрано с оркестром, ор. 82 — концерт-вокализ для голоса с оркестром советского композитора Рейнгольда Глиэра, созданный и впервые исполненный в 1943 году. Виртуозное произведение для колоратурного сопрано состоит из двух контрастных частей (фа минор — фа мажор). Создано несколько переложений для различных инструментов с оркестром. В 1946 году за это произведение композитор был удостоен Сталинской премии первой степени в области литературы и искусства за 1943—1944 годы.

## История создания и исполнения
Концерт для голоса с оркестром написан Рейнгольдом Глиэром во время Великой Отечественной войны в эвакуации (с осени 1941) в Свердловске (ныне — Екатеринбург) в 1942 году. По некоторым сведениям, идею его создания подсказала композитору певица Дебора Пантофель-Нечецкая в 1942 году, когда она находилась с ним в одно время в эвакуации в Свердловске. В этот период Глиэр жил со своей семьёй в одной комнате, а в качестве рабочего инструмента мог использовать только фортепиано, находившееся в столовой Союза композиторов Свердловска.
Глиэр написал концерт довольно быстро, а Пантофель-Нечецкая, которой он был посвящён, долго над ним работала. После создания сочинения композитор вернулся в Москву, а певица до начала сезона 1943/1944 оставалась в Свердловске. Автор стремился как можно быстрее представить концерт публике, поэтому он не стал ждать возвращения Пантофель-Нечецкой в Москву, а решил провести премьеру с музыкантами Всесоюзного радио, которое славилось сильными вокалистками. Он считал, что Пантофель-Нечецкая будет выступать с концертом на радио и с концертных площадок, но старался ускорить премьеру без неё. Руководство Всесоюзного радио порекомендовало автору остановить свой выбор на певице Надежде Казанцевой. Известно, что над концертом работало несколько вокалисток, но стало понятно, что Казанцева могла исполнить его наиболее удачно. Подготовка к премьере певицы и композитора заняла около месяца. Во время их совместной работы вносились изменения в виртуозное произведение с целью упростить партию для вокалистки. Казанцева писала, что с благодарностью принимала участие композитора в её работе над концертом: «Необыкновенная скромность и какое-то спокойное критическое отношение к своему творчеству отличали этого замечательного композитора и человека».
Премьера состоялась 12 мая 1943 года в Колонном зале Дома Союзов в исполнении Оркестра Всесоюзного радио под управлением дирижёра Александра Орлова. Солистка — Надежда Казанцева. Критики отмечали, что начинающая певица успешно справилась со сложной партией. 3 июля 1943 года в газете «Литература и искусство» музыковед Елена Грошева отмечала «превосходное» исполнение Казанцевой. Глиэр в письме к жене писал, что она исполнила концерт уже четыре раза и ему неудобно просить Пантофель-Нечецкую скорее вернуться в Москву, так как Казанцева может быть «уязвлена». «Она раньше других выучила этот Концерт, исполняет его так, что всем очень нравится, и никто не говорит о том, что хотел бы услышать Концерт в лучшем исполнении». Казанцева неоднократно возвращалась к этому произведению, пела его как в СССР, так и за рубежом. Она исполняла его с Государственным симфоническим оркестром СССР в концерте к 70-летию Глиэра, который прошёл в Большом зале Московской консерватории 27 января 1945 года. Дирижировал сам композитор. После этого он оставил певице дарственную надпись на программке: «Надежде Аполлинариевне Казанцевой искренно признателен за чудесное исполнение Концерта». После смерти в 2000 году на её надгробной плите на Ваганьковском кладбище были выгравированы начальные ноты вокальной партии концерта. 
В 1946 году за это произведение композитор был удостоен Сталинской премии первой степени в области литературы и искусства за 1943—1944 годы. Пантофель-Нечецкая также подготовила и исполнила концерт. Она основывалась на нотах первой редакции. Записей с её исполнением не обнаружено. Среди других исполнительниц: Валентина Максимова, Елизавета Чавдар, Эва Бандровска-Турска. Концерт исполняют в нескольких редакциях. Его пели десятки певиц во всём мире. Было сделано несколько переложений для различных инструментов с оркестром.

## Характеристика
Концерт написан для симфонического оркестра относительно небольшого состава. Состоит из двух контрастных частей: Andante (фа минор) и Allegro (фа мажор). Первая часть (в форме сонатного аллегро) минорная, наполнена лирическими мотивами, а вторая в мажоре, радостная, вальсирующего характера (в форме свободного рондо с двумя эпизодами). В основе Andante две темы, после изложения второй характер музыки приобретает более драматический характер. Allegro построено на чередовании трёх основных тем. Финальное проведение первой темы приводит к полнозвучной коде. Концерт завершается оптимистично, взволнованно, ликующе. В тематическом отношении концерт основывается на мелодике русского, украинского, закавказского и среднеазиатского фольклора. Музыковед Зоя Гулинская писала: «Истоки широко напевных тем концерта, конечно, следует искать в характерных особенностях русской протяжной народной песни, которую композитор так хорошо знал и любил. А вот тонкая орнаментика, богато расцвечивающая музыкальную ткань, обороты, некоторые мелодические ходы, характерные для восточных мелодий, — всё это пришло в музыку концерта от древних музыкальных культур народов Закавказья и Средней Азии, познанных Глиэром и сильно расширивших его творческий опыт».

## Состав оркестра
Деревянные духовые
2 флейты
2 гобоя
2 кларнета
2 фагота
Медные духовые
3 валторны
Ударные
литавры
треугольник и колокольчики (вторая часть)
Струнные
I и II скрипки
альты
виолончели
контрабасы
арфа
Соло
колоратурное сопрано